# Aeroporto Internacional de São Tomé
O Aeroporto Internacional de São Tomé (IATA: TMS, ICAO: FPST) é um aeroporto situado na ilha de São Tomé, a 5 km da cidade de São Tomé. É o principal aeroporto de São Tomé e Príncipe.

## Instalações
O aeroporto situa-se à altitude de 10 mamsl. Tem uma pista designada 11/29 com superfície de asfalto com dimensões 2220 por 45 m.

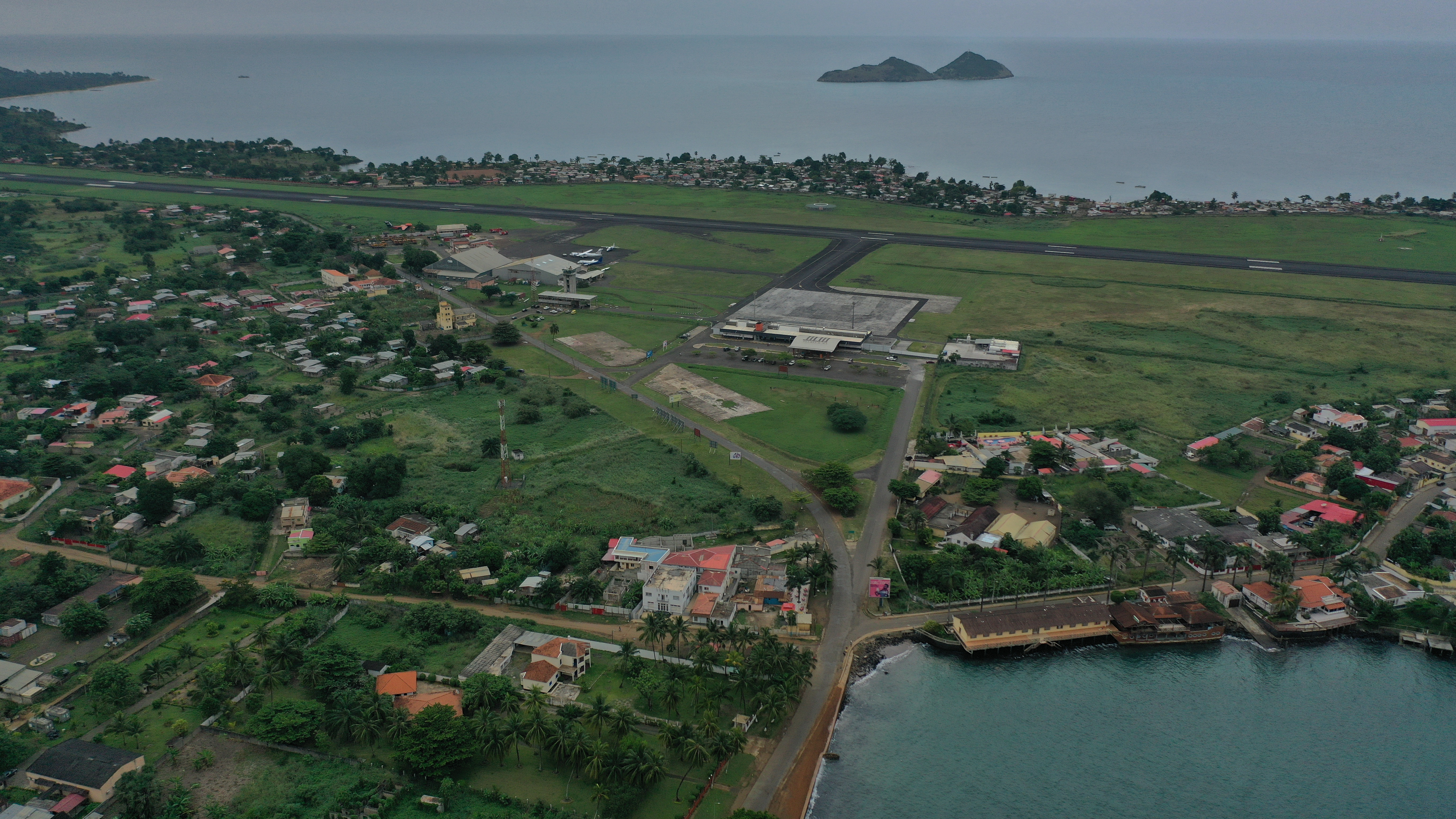
Vista aérea do do Aeroporto Internacional de São Tomé

## Companhias aéreas e destinos
- African Aviation (Libreville-São Tomé)[3]
- Air Service Gabon (Libreville, Port Gentil)
- CEIBA Intercontinental (Libreville, Malabo)
- STP Airways (Lisboa, Príncipe)
- TAP Portugal (Lisboa, Accra)
- TAAG (Luanda)

## Estatísticas
Ver a consulta original do Wikidata.